# Louis Maurer (Fussballtrainer)

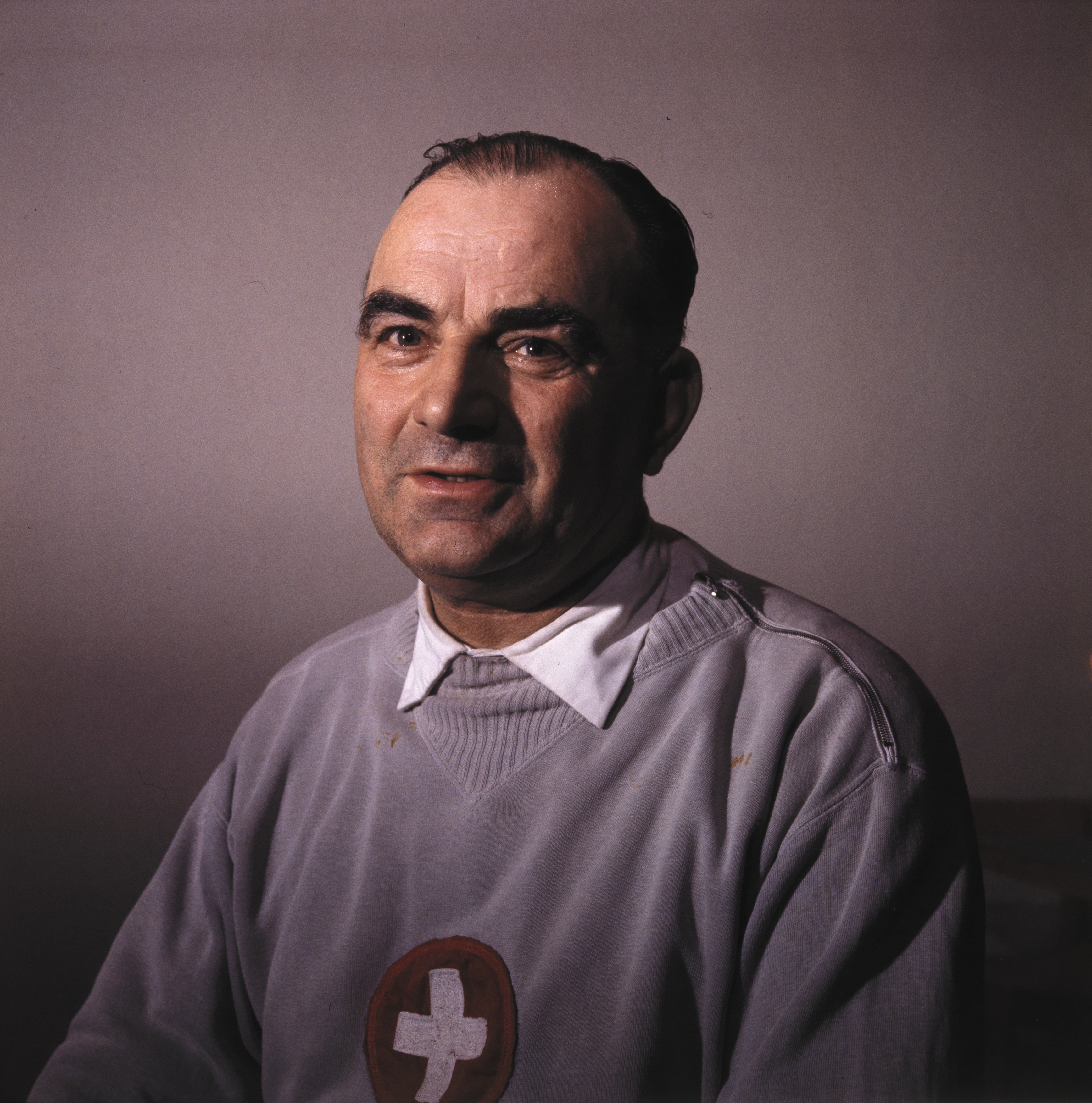
Louis Maurer im Jahr 1963

Louis Maurer (* 21. Februar 1904; † 1. Mai 1988) war ein Schweizer Fussballspieler und -trainer. Als Vereinstrainer gewann er 1963 und 1966 mit dem FC Zürich die Meisterschaft, den Schweizer Cup errang er in den Jahren 1950, 1966 und 1968. Die Nationalmannschaft betreute er vom 17. Oktober 1970 bis 10. November 1971.

## Vereinstrainer
Als Spieler sammelte Maurer bereits Erfahrung in Südfrankreich und Nordafrika. Der sowohl in der Schweiz wie auch in Frankreich als Trainer diplomierte Sportlehrer war in Belgien (Tournai), Luxemburg (Union Luxembourg), Frankreich (Olympique Marseille) sowie in der Schweiz (Blue Stars Zürich, Lausanne-Sports, FC Fribourg [1950-57: 1952 Meister in der Nationalliga B vor dem FC Grenchen und Aufstieg in die NLA], FC Zürich, FC Lugano) tätig. Er holte sich erstmals 1950 mit Lausanne (1946–1950) den Cup, als er sich im Wiederholungsspiel am 18. Mai mit 4:0 Toren gegen Cantonal Neuchatel mit seiner Mannschaft mit den Leistungsträgern Roger Bocquet und Hans-Peter Friedländer durchsetzte. Zuvor hatte er 1946/47 mit Lausanne die Vizemeisterschaft und den Einzug in das Cup-Finale erreicht. In seiner sehr erfolgreichen Zeit beim FC Zürich von 1962 bis 1966 kamen 1963 und 1966 zwei Meistertitel sowie 1966 als Double-Gewinner der zweite Cupsieg hinzu. Am 11. April 1966 gewann er mit den Offensivkräften Jakob Kuhn, Fritz Künzli und Klaus Stürmer das Endspiel mit 2:0 Toren gegen Servette Genf. Mit dem FC Lugano (1966–1970) feierte er 1968 zum dritten Mal den Cup-Gewinn. Maurer entschied mit seinen Eckpfeilern Mario Prosperi und Otto Luttrop am 15. April mit 2:1 Toren das Endspiel gegen den FC Winterthur. In der Nationalliga A hatte er 1967 und 1968 mit Lugano jeweils den dritten Rang belegt.
International ragt der Einzug in das Halbfinale im Europapokal der Landesmeister 1963/64 mit dem FC Zürich heraus. In der ersten Runde setzte sich der FCZ gegen den irischen Meister Dundalk F.C. durch, in der zweiten Runde kam es gegen Galatasaray Istanbul am 11. Dezember 1963 in Rom zu einem Entscheidungsspiel. Das endete 2:2 nach Verlängerung und die Mannschaft von Trainer Maurer kam nach einem Münzwurf weiter. Im Viertelfinale setzte sich das Maurer-Team mit dem klassischen Ausputzer Rene Brodmann und den drei Offensivkräften Bruno Brizzi, Jakob Kuhn und dem Ex-Hamburger Klaus Stürmer gegen die PSV Eindhoven durch. Im Halbfinale hatte es Zürich dann mit den „Königlichen“ von Real Madrid zu tun. Am 22. April 1964 setzte sich die Mannschaft von Trainer Miguel Muñoz knapp mit 2:1 Toren im Stadion Letzigrund gegen einen beachtlichen Widerstand leistenden Gastgeber durch. Beim Rückspiel gab es aber für die Madrilenen kein Halten mehr. Alfredo Di Stéfano, Ferenc Puskás, Francisco Gento und Co. zogen mit einem klaren 6:0-Erfolg in das Finale ein, um dort gegen Inter Mailand zu verlieren.
Noch im Alter von über 70 Jahren stand der Waadtländer der Nachwuchsabteilung der AC Bellinzona vor.

## Nationalmannschaft
Als Nachfolger von Interimscoach René Hüssy –  Hüssy war in den zwei Länderspielen am 22. April und 3. Mai 1970 gegen Spanien (0:1) beziehungsweise Frankreich (2:1) vorübergehend im Einsatz – wurde Louis Maurer vom SFV im Herbst 1970 als vollamtlicher Nationaltrainer verpflichtet. Es stand die EM-Qualifikation 1972 gegen Griechenland, Malta und England bevor. Vor dem ersten Quali-Spiel am 16. Dezember in Athen gegen die Griechen hatte der erfahrene Coach noch zwei Freundschaftsspiele gegen Italien und Ungarn um seine Formation für die Qualifikationsspiele zu finden. Am 17. Oktober empfing die „Nati“ in Bern den Rivalen aus dem südlichen Nachbarstaat, Italien. Angeführt von Enrico Albertosi, Giacinto Facchetti, Sandro Mazzola und Luigi Riva reichte es beim Debüt von Nationaltrainer Maurer für die Schweiz gegen die squadra azzurra zu einem 1:1-Remis. Am 15. November wurde das zweite Länderspiel gegen Ungarn in Basel aber mit 0:1 Toren verloren. Maurer setzte konsequent auf das Mittelfeldtrio um Jakob Kuhn, Karl Odermatt und Rolf Blättler. In allen zehn Spielen seiner Nationaltrainerära vertraute er dieser Achse. Aus den vier Partien gegen Griechenland und Malta holte er die Maximalausbeute von 8:0 Punkten und so waren die zwei abschließenden Spiele gegen den Fußballweltmeister des Jahres 1966, England, am 13. Oktober und 10. November 1971, von entscheidender Bedeutung. Das Hinspiel fand vor 56.000 Zuschauern im Basler St. Jakobstadion statt. Das Spiel begann mit einem Schock für die „Nati“. Bereits in der ersten Minute brachte Geoff Hurst das Team von Sir Alf Ramsey mit einem verwandelten Freistoß in Führung. Doch die Truppe von Louis Maurer machte Tempo und Daniel Jeandupeux glich bereits in der 10. Spielminute zum 1:1 aus. Auch die sofortige 2:1-Führung von Martin Chivers in der 12. Spielminute brachte die Schweizer nicht aus dem Konzept. Mittelstürmer Fritz Künzli glückte in der 45. Minute der 2:2-Ausgleich. Der „Sport“ schrieb in seinem Matchbericht: 

„Was Kuhn und Odermatt, unterstützt von einem temperamentvollen, phasenweise geradezu magistralen Chapuisat (Libero Pierre-Albert Chapuisat) zeigten (…) – das war eindrucksvoll, aber es war zu viel! Kuhn war, kein Wunder, nachdem, was er vorher geleistet hatte, nach einer Stunde schon nahezu ‚fertig’ und mit ihm auch viele andere (14. Oktober 1971)“

 In der Schweizer Abwehr häuften sich in den letzten 15 Minuten die Fehler, das 2:3 für England in der 77. Minute entsprang dann auch einem Eigentor. Das Rückspiel fand am 10. November vor 97.000 Zuschauern in Wembley-Stadion in London statt. Es wurde zu einem der besten Länderspiele in der Geschichte der „Nati“. Es endete zwar nach Toren von Mike Summerbee und Karl Odermatt mit 1:1-Remis und damit war die Schweiz in der EM-Qualifikation gescheitert, aber nach dem Schlusspfiff warfen die Schweizer die Arme in die Höhe und feierten das Unentschieden wie einen Sieg. Binnen vier Wochen, stellte der „Sport“ fest, „hätten die Schweizer den Engländern zweimal eine Lektion in einigen grundsätzlichen Belangen des Fussballs – wie Technik am Ball, gepflegtes und präzises Zuspiel sowie in punkto Teamwork – erteilt (17. November 1971)“. Maurers Equipe hatte sich mit England einen aufwühlenden Schlagabtausch geliefert und zog nach einer unglücklichen 2:3-Niederlage in Basel und einem überzeugend heraus gespielten 1:1 im Wembley den Kürzeren. Mannschaft und Trainer wurde attestiert, „dass die Schweizer Nati ein letztes Mal für längere Zeit am Tor zum Weltfussball gestanden hätte“.
Schon vor dem Spiel im Wembley hatte Louis Maurer Rücktrittsabsichten angedeutet. Trotz eines Plebiszits für das Weitermachen von Maurer – innerhalb einer einzigen Woche gingen bei fünf Zeitungen 34.365 Unterschriften ein – stieg der Coach zwei Monate später vorzeitig aus seinem Vertrag mit dem SFV aus. Seine Ära weist auch statistisch positive Werte auf: 10 Spiele, 5 Siege, 2 Unentschieden, 3 Niederlagen, Torverhältnis 19:11.